# Arise, My Love
Arise, My Love is een Amerikaanse romantische komedie uit 1940 onder regie van Mitchell Leisen naar een scenario van Billy Wilder en Charles Brackett. De film is gebaseerd op het ware verhaal van Harold Edward Dahl, een Amerikaanse vechtpiloot die tijdens de Spaanse Burgeroorlog krijgsgevangene was in Spanje.

## Verhaal
De Amerikaanse vechtpiloot Tom Martin bevindt zich in 1939 in een Spaanse cel, alwaar hij wacht op zijn executie. Op de ochtend van deze executie wordt hij onverwachts vrijgelaten. Verantwoordelijk voor zijn vrijlating is Augusta Nash, een journaliste die zich heeft voorgedaan als zijn echtgenote en om vergiffenis heeft gevraagd bij de Spaanse overheid. Wanneer de regering op de hoogte wordt gesteld van haar bedrog, moet het Amerikaanse duo rennen voor hun leven. Tom wordt verliefd op Augusta, maar zij wordt op de vooravond van het uitbreken van de Tweede Wereldoorlog als verslaggeefster naar Berlijn gestuurd.

## Rolverdeling
| Acteur            | Personage            |
| ----------------- | -------------------- |
| Claudette Colbert | Augusta (Gusto) Nash |
| Ray Milland       | Tom Martin           |
| Dennis O'Keefe    | Joe "Shep" Shepard   |
| Walter Abel       | Mr. Phillips         |
| Dick Purcell      | Pinky O'Connor       |
| George Zucco      | Prison Governor      |
| Frank Puglia      | Father Jacinto       |
| Esther Dale       | Secretary            |
| Paul Leyssac      | Bresson              |
| Ann Codee         | Mme. Bresson         |
| Stanley Logan     | Col. Tubbs Brown     |
| Lionel Pape       | Lord Kettlebrook     |
| Aubrey Mather     | Achille              |
| Cliff Nazarro     | Botzelberg           |

## Achtergrond
De draaiperiode was van eind juni tot midden-augustus 1940; omdat de film afspeelt op de vooravond van de Tweede Wereldoorlog, werden actuele gebeurtenissen nog tijdens de draaiperiode in het verhaal verwerkt. Tijdens de opnamen verzwikte hoofdrolspeelster Claudette Colbert haar enkel.
Acteur Joel McCrea was de eerste keuze voor de mannelijke hoofdrol, maar hij sloeg de rol af vanwege gezondheidsproblemen.

## Prijzen en nominaties
| Jaar | Prijs  | Categorie              | Genomineerde(n)                 | Uitslag     |
| ---- | ------ | ---------------------- | ------------------------------- | ----------- |
| 1941 | Oscars | Beste verhaal          | Benjamin Glazer & János Székely | Gewonnen    |
| 1941 | Oscars | Beste camerawerk       | Charles Lang                    | Genomineerd |
| 1941 | Oscars | Beste originele muziek | Victor Young                    | Genomineerd |
| 1941 | Oscars | Beste productieontwerp | Hans Dreier & Robert Usher      | Genomineerd |